# Litsea ligustrina
Litsea ligustrina (Nees) Fern.-Vill. – gatunek rośliny z rodziny wawrzynowatych (Lauraceae Juss.). Występuje naturalnie w Indiach oraz na Sri Lance. 

## Morfologia
PokrójZimozielone drzewo.
LiścieMają podłużnie równowąski kształt. Mierzą 6–15 cm długości oraz 2–3,5 cm szerokości. Są prawie skórzaste. Nasada liścia jest ostrokątna. Blaszka liściowa jest całobrzega, o tępym wierzchołku. Ogonek liściowy jest owłosiony i dorasta do 10–12 mm długości.
KwiatySą niepozorne, jednopłciowe, zebrane w złożone baldachy, rozwijają się w kątach pędów.
OwoceMają kulisty kształt, osiągają 7–8 mm średnicy.